# Spitzschwanzente

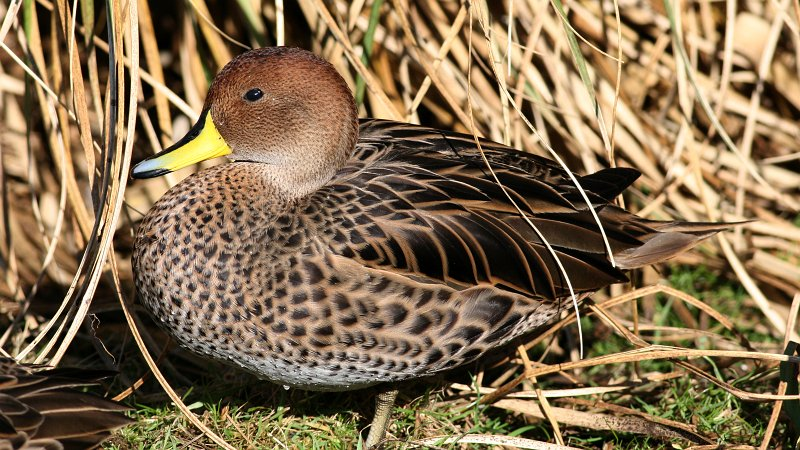
Unterart Anas georgica spinicauda

Die Spitzschwanzente (Anas georgica) ist eine südamerikanische Art aus der Gattung der Eigentlichen Enten. Ihr werden drei Unterarten zugerechnet, von der eine Unterart als mittlerweile ausgestorben gilt.

## Erscheinungsbild
Die Männchen der Nominatform wiegen durchschnittlich 630 Gramm, die Weibchen dagegen 535 Gramm. Die Chile-Spitzschwanzente ist etwas schwerer. Männchen und Weibchen dieser Unterart wiegen zwischen 700 und 800 Gramm. 
Spitzschwanzenten weisen kein auffälliges Prachtgefieder auf. Bei den Männchen ist der Kopf und der Hals jedoch eher hell rotbraun gefiedert. Die mittlere Steuerfeder ist deutlich verlängert, was auch zu dem deutschen Namen geführt hat. Auffällig an den Erpeln ist vor allem der Schnabel, der an den Seiten gelb ist und der einen breiten, dunkelgrauen Firststreifen aufweist. Beim Weibchen dagegen sind die Schnabelseiten gelblichgrün; die mittleren Steuerfedern sind wie beim Männchen zugespitzt, jedoch nicht so auffällig verlängert. Der Kopf und der Hals sind eher graubraun befiedert. Noch nicht geschlechtsreife Jungvögel weisen keinen auffallenden Unterschied zu den adulten Vögeln auf. 
Verwechslungsmöglichkeiten bestehen unter anderem mit der Braunkopfente. Diese hat gleichfalls einen gelben Schnabel, ist jedoch deutlich kleiner und mehr kompakt gebaut. Sie ist außerdem an den Flanken weniger gefleckt und viele Individuen dieser Art haben eine weißliche Körperunterseite. Die Kerguelenente unterscheidet sich von der Spitzschwanzente durch ihren bläulichen Schnabel.

## Lebensraum, Verbreitung und Lebensweise

Verbreitungsgebiet der Spitzschwanzente

Spitzschwanzenten finden sich über den größten Teil Südamerikas. Sie kommen außerdem auch auf den Falklandinseln vor und zählen daher zur Avifauna der Subantarktis. Der Lebensraum der Spitzschwanzenten umfasst Seen und Feuchtgebiete der Agrar- und Pampasgebiete Südamerikas. Sie finden sich außerdem auch an den Lagunen der Küstengebiete sowie an kleineren Stauseen. Außerhalb der Fortpflanzungszeit versammelt sich diese Entenart gelegentlich zu großen Schwärmen. Sie ist dann auch in Gemeinschaft mit anderen Wasservögeln zu finden. Die Nahrung wird überwiegend gründelnd aufgenommen und ist gewöhnlich pflanzlich. 
Die Brutzeit der Spitzschwanzenten fällt in den Zeitraum Oktober bis Dezember. Die Nester werden in der Riedzone entlang der Gewässer oder in angrenzenden Wiesen errichtet. Ein Gelege besteht normalerweise aus vier bis fünf rahmfarbenen Eiern. Die Brutdauer beträgt 25 bis 26 Tage. An der Führung der Küken ist auch der Erpel beteiligt. Junge Spitzschwanzenten sind in einem Alter von etwa einem Jahr geschlechtsreif.

## Bestand
Die Nördliche Spitzschwanzente (Anas georgica niceforoi Wetmore & Borrero, 1946) war in Kolumbien endemisch und gilt seit 1956 als ausgestorben. Die Bestände der Nominatform, die zur Unterscheidung von den anderen beiden Unterarten auch als Südgeorgien-Spitzschwanzente (Anas georgica georgica Gmelin, JF 1789) bezeichnet wird, sind stark zurückgegangen. Sie wurde vor allem gegen Ende des 19. Jahrhunderts und zu Beginn des 20. Jahrhunderts stark durch Walfänger bejagt. Die Auswirkungen der auf dieser Insel mittlerweile eingeschleppten Wanderratte auf den Bestand der Spitzschwanzenten sind noch nicht abschließend untersucht. Die Anzahl der Südgeorgien-Spitzschwanzenten wird heute auf nur noch 2.000 Individuen geschätzt. Die Unterart ist in ihrem Verbreitungsgebiet eigentlich auf Südgeorgien beschränkt. Irrgäste dieser Unterart erreichen jedoch gelegentlich auch die Südlichen Shetlandinseln.
Die Chile-Spitzschwanzente (Anas georgica spinicauda Vieillot, 1816) ist dagegen eine in Südamerika weit verbreitete Art. In einzelnen Regionen ist sie sogar die einzige Vertreterin der Entenvögel. Allein die argentinische Population wird auf 300.000 geschätzt. In geringer Zahl kommt sie auch auf den Falklandinseln vor, wo sie noch bejagt werden darf. Die Ornithologen Robin und Anne Woods haben in ihrer Bestandsaufnahme der Brutvögel der Falklandinseln jedoch darauf hingewiesen, dass die Population auf den Falklandinseln zu gering ist und die Art einem höheren Schutzstatus unterstellt werden sollte.

## Etymologie und Forschungsgeschichte
Die Erstbeschreibung der Spitzschwanzente erfolgte 1789 durch Johann Friedrich Gmelin unter dem Namen Anas georgica. Als Verbreitungsgebiet gab er Südgeorgien an. 1758 führte Carl von Linné die für die Wissenschaft neue Gattung Anas ein. Dieser Begriff hat seinen Ursprung in lateinisch anas, anatis ‚Ente‘. Der Artname georgica bezieht sich auf Verbreitungsgebiet laut Erstbeschreibung. Spinicauda ist ein Wortgebilde aus lateinisch spina ‚Dorn‘ und lateinisch cauda ‚Schwanz‘. Vieillot bezog sich bei seiner Beschreibung auf Pato del cola aguada, ein Name den Félix de Azara 1805 in seinem Werk Apuntamientos para la historia natural de los páxaros del Paragüay y Rio de la Plata verwendete. Niceforoi ist Bruder Nicéforo María, der bürgerlich Antoine Rouhaire (1888–1980) hieß, gewidmet. Alfred Laubmann ordnete die Art in seinem Werk Die Vögel von Paraguay als Paecilonitta spinicauda für Paraguay ein. Er folgte dabei Outram Bangs der die Art von der Gattung Dafilia Stephens,1824 abspaltete und in die Gattung Paecilonitta Eyton, 1838 stellte. In der in der Literatur sah er für Paraguay A. g. spinicauda für Fortin Donovan am Río Pilcomayo durch John Graham Kerr nachgewiesen. Zusätzlich erwähnte Arnaldo de Winkelried Bertoni  Funde für das Departamento Alto Paraná.